# Orinda (BART)
Orinda is een metrostation in de Amerikaanse plaats Orinda aan de Pittsburg/Bay Point-SFO/Millbrae Line van het BART netwerk.